# Campeonato Mundial de Natação em Piscina Curta de 2014 - 100 m borboleta masculino
A prova dos 100 metros nado borboleta masculino do Campeonato Mundial de Natação em Piscina Curta de 2014 foi disputado entre 3 e 4 de dezembro no Centro Aquático Aspire Sports Complex em Doha.

## Recordes
Antes desta competição, os recordes mundiais e do campeonato nesta prova eram os seguintes:
|    | Nome                | Nacionalidade | Tempo | Local    | Data                   |
| -- | ------------------- | ------------- | ----- | -------- | ---------------------- |
| WR | Yevgeny Korotyshkin | Rússia        | 48.48 | Berlim   | 15 de novembro de 2009 |
| CR | Chad le Clos        | África do Sul | 48.82 | Istambul | 13 de dezembro de 2012 |

Os seguintes recordes foram estabelecidos durante a competição:
| Data          | Prova | Nome         | Nacionalidade | Tempo | Recorde |
| ------------- | ----- | ------------ | ------------- | ----- | ------- |
| 4 de dezembro | Final | Chad le Clos | África do Sul | 48.44 | WR, CR  |

## Medalhistas
| Ouro               | Prata             | Bronze                  |
| Chad le Clos (RSA) | Tom Shields (USA) | Tommaso D'Orsogna (AUS) |

## Resultados

### Eliminatórias
As eliminatórias ocorreram dia 3 de dezembro. 
| Colocação | Bateria | Raia | Nome                | Nacionalidade            | Tempo   | Notas |
| --------- | ------- | ---- | ------------------- | ------------------------ | ------- | ----- |
| 1         | 8       | 5    | Kosuke Hagino       | Japão                    | 49.83   | Q, AS |
| 2         | 10      | 4    | Chad le Clos        | África do Sul            | 50.35   | Q     |
| 3         | 9       | 7    | Ryan Lochte         | Estados Unidos           | 50.38   | Q     |
| 4         | 10      | 2    | Tommaso D'Orsogna   | Austrália                | 50.39   | Q     |
| 5         | 9       | 4    | Tom Shields         | Estados Unidos           | 50.43   | Q     |
| 6         | 8       | 4    | Yevgeny Korotyshkin | Rússia                   | 50.54   | Q     |
| 7         | 8       | 6    | David Morgan        | Austrália                | 50.61   | Q     |
| 8         | 7       | 6    | Albert Subirats     | Venezuela                | 50.62   | Q     |
| 9         | 9       | 6    | Steffen Deibler     | Alemanha                 | 50.67   | Q     |
| 10        | 10      | 5    | Adam Barrett        | Reino Unido              | 50.72   | Q     |
| 11        | 9       | 5    | Marcos Macedo       | Brasil                   | 50.76   | Q     |
| 12        | 10      | 8    | Paweł Korzeniowski  | Polónia                  | 50.79   | Q     |
| 13        | 8       | 3    | Nicholas Santos     | Brasil                   | 50.86   | Q     |
| 14        | 10      | 6    | Mehdy Metella       | França                   | 50.93   | Q     |
| 15        | 9       | 3    | Yauhen Tsurkin      | Bielorrússia             | 50.95   | Q     |
| 16        | 6       | 6    | Zhang Qibin         | China                    | 51.00   | Q     |
| 17        | 8       | 2    | Aleksandr Popkov    | Rússia                   | 51.11   |       |
| 17        | 9       | 8    | Takuro Fujii        | Japão                    | 51.19   |       |
| 19        | 7       | 2    | Andreas Vazaios     | Grécia                   | 51.31   |       |
| 20        | 7       | 3    | Jan Šefl            | Chéquia                  | 51.38   |       |
| 21        | 7       | 9    | Sebastien Rousseau  | África do Sul            | 51.42   |       |
| 22        | 10      | 7    | Ivan Lenđer         | Sérvia                   | 51.50   |       |
| 23        | 8       | 7    | Alexandru Coci      | Roménia                  | 51.60   |       |
| 24        | 8       | 1    | Mario Todorović     | Croácia                  | 51.70   |       |
| 25        | 10      | 3    | Matteo Rivolta      | Itália                   | 51.73   |       |
| 26        | 7       | 4    | Viktor Bromer       | Dinamarca                | 51.83   |       |
| 27        | 7       | 8    | Andriy Hovorov      | Ucrânia                  | 51.85   |       |
| 28        | 7       | 0    | Tadas Duškinas      | Lituânia                 | 51.92   |       |
| 28        | 9       | 2    | Michał Poprawa      | Polónia                  | 51.92   |       |
| 30        | 10      | 9    | Alexandre Haldemann | Suíça                    | 52.00   |       |
| 31        | 10      | 1    | Brett Fraser        | Ilhas Caimã              | 52.08   |       |
| 32        | 9       | 9    | Benjamin Hockin     | Paraguai                 | 52.10   |       |
| 33        | 9       | 0    | Robert Žbogar       | Eslovênia                | 52.15   |       |
| 34        | 10      | 0    | Daniel Carranza     | México                   | 52.19   |       |
| 35        | 7       | 7    | Louis Croenen       | Bélgica                  | 52.35   |       |
| 36        | 7       | 5    | Sindri Jakobsson    | Noruega                  | 52.43   |       |
| 37        | 8       | 9    | Bence Biczó         | Hungria                  | 52.52   |       |
| 38        | 8       | 8    | Riku Poytakivi      | Finlândia                | 52.66   |       |
| 39        | 8       | 0    | Markus Gierke       | Alemanha                 | 52.69   |       |
| 40        | 9       | 1    | Wang Yuxin          | China                    | 52.78   |       |
| 41        | 6       | 0    | Norbert Szabó       | Hungria                  | 53.12   |       |
| 42        | 7       | 1    | Andrés Montoya      | Colômbia                 | 53.19   |       |
| 43        | 5       | 3    | Aleksey Derlyugov   | Uzbequistão              | 53.33   |       |
| 44        | 6       | 1    | Max Abreu           | Paraguai                 | 53.41   |       |
| 45        | 6       | 8    | Ensar Hajder        | Bósnia e Herzegovina     | 53.53   |       |
| 46        | 6       | 3    | Povilas Strazdas    | Lituânia                 | 53.65   |       |
| 47        | 5       | 6    | Teimuraz Kobakhidze | Geórgia                  | 53.67   |       |
| 48        | 5       | 4    | Islam Aslanov       | Uzbequistão              | 53.85   |       |
| 49        | 5       | 1    | Ralefy Anthonny     | Madagáscar               | 54.40   |       |
| 50        | 6       | 4    | Ng Chun Nam Derick  | Hong Kong                | 54.65   |       |
| 51        | 5       | 2    | Jessie Lacuna       | Filipinas                | 54.67   |       |
| 51        | 6       | 9    | Dhill Lee           | Filipinas                | 54.67   |       |
| 53        | 6       | 5    | Zuhayr Pigot        | Suriname                 | 54.68   |       |
| 54        | 5       | 5    | Joaquin Sepulveda   | Chile                    | 54.73   |       |
| 55        | 6       | 2    | Mark Hsu            | Taipé Chinesa            | 54.74   |       |
| 56        | 6       | 7    | Jugurtha Boumali    | Argélia                  | 55.24   |       |
| 57        | 5       | 9    | Ivan Andrianov      | Azerbaijão               | 55.57   |       |
| 58        | 3       | 5    | Nguyễn Ngọc Huỳnh   | Vietname                 | 55.66   |       |
| 59        | 4       | 1    | Aldo Castillo       | Bolívia                  | 55.77   |       |
| 60        | 5       | 0    | Peter Wetzlar       | Zimbabwe                 | 55.90   |       |
| 61        | 3       | 3    | Winter Heaven       | Samoa                    | 56.11   |       |
| 62        | 5       | 8    | Nico Campbell       | Jamaica                  | 56.37   |       |
| 63        | 5       | 7    | Eric Culver         | Porto Rico               | 56.67   |       |
| 64        | 4       | 6    | Jean Monteagudo     | Peru                     | 56.79   |       |
| 65        | 4       | 2    | Cherantha de Silva  | Sri Lanka                | 56.82   |       |
| 66        | 4       | 9    | Oumar Touré         | Mali                     | 57.14   |       |
| 67        | 4       | 8    | Matthew Courtis     | Barbados                 | 57.27   |       |
| 68        | 4       | 0    | Dulguun Batsaikhan  | Mongólia                 | 57.27   |       |
| 69        | 3       | 2    | Valdo Valdo         | Moçambique               | 58.20   |       |
| 70        | 3       | 7    | Colin Bensadon      | Gibraltar                | 58.35   |       |
| 71        | 4       | 4    | Waleed Abdulrazzaq  | Kuwait                   | 58.36   |       |
| 72        | 3       | 6    | Stanford Kawale     | Papua-Nova Guiné         | 58.54   |       |
| 73        | 4       | 5    | Ali Al-Kaabi        | Emirados Árabes Unidos   | 58.55   |       |
| 74        | 3       | 9    | Meli Malani         | Fiji                     | 58.63   |       |
| 75        | 4       | 3    | James Sanderson     | Gibraltar                | 58.70   |       |
| 76        | 4       | 7    | Omar Hesham         | Catar                    | 58.99   |       |
| 77        | 2       | 5    | Noah Mascoll-Gomes  | Antígua e Barbuda        | 59.09   |       |
| 78        | 3       | 1    | González Leonardo   | Honduras                 | 59.66   |       |
| 79        | 2       | 3    | Abeku Jackson       | Gana                     | 59.94   |       |
| 80        | 2       | 7    | Miguel Mena         | Nicarágua                | 1:00.16 |       |
| 81        | 3       | 4    | Franci Aleksi       | Albânia                  | 1:00.34 |       |
| 82        | 3       | 0    | Ifeakachuku Nmor    | Nigéria                  | 1:00.49 |       |
| 83        | 2       | 2    | Gianluca Pasolini   | San Marino               | 1:00.55 |       |
| 84        | 2       | 8    | Bobby Akunaii       | Papua-Nova Guiné         | 1:01.09 |       |
| 85        | 2       | 4    | Ahmed Al-Mutairy    | Iraque                   | 1:02.42 |       |
| 86        | 2       | 6    | Binald Mahmuti      | Albânia                  | 1:04.03 |       |
| 87        | 1       | 5    | Giordan Harris      | Ilhas Marshall           | 1:04.09 |       |
| 88        | 3       | 8    | Alex Sobers         | Barbados                 | 1:04.16 |       |
| 89        | 2       | 0    | Arnold Kisulo       | Uganda                   | 1:04.28 |       |
| 90        | 2       | 1    | Sylla Alassane      | Costa do Marfim          | 1:04.81 |       |
| 91        | 2       | 9    | Nikolas Sylvester   | São Vicente e Granadinas | 1:05.19 |       |
| 92        | 1       | 6    | Tommy Imazu         | Guam                     | 1:06.84 |       |
| 93        | 1       | 4    | Mohamed Adnan       | Maldivas                 | 1:08.13 |       |
| 94        | 1       | 2    | Tanner Poppe        | Guam                     | 1:08.30 |       |
| 95        | 1       | 7    | Shawn Dingilius     | Palau                    | 1:08.76 |       |
| 96        | 1       | 3    | Idriss Mutankabandi | Burundi                  | 1:10.18 |       |

### Semifinal
A semifinal  ocorreu dia 3 de dezembro.

#### Semifinal 1
| Colocação | Raia | Nome                | Nacionalidade | Tempo | Notas |
| --------- | ---- | ------------------- | ------------- | ----- | ----- |
| 1         | 4    | Chad le Clos        | África do Sul | 49.25 | Q     |
| 2         | 5    | Tommaso D'Orsogna   | Austrália     | 49.69 | Q     |
| 3         | 3    | Yevgeny Korotyshkin | Rússia        | 50.26 | Q     |
| 4         | 2    | Adam Barrett        | Reino Unido   | 50.35 |       |
| 5         | 7    | Paweł Korzeniowski  | Polónia       | 50.40 |       |
| 6         | 1    | Mehdy Metella       | França        | 50.43 |       |
| 7         | 8    | Zhang Qibin         | China         | 50.74 |       |
| 8         | 6    | Albert Subirats     | Venezuela     | 51.06 |       |

#### Semifinal 2
| Colocação | Raia | Nome            | Nacionalidade  | Tempo | Notas |
| --------- | ---- | --------------- | -------------- | ----- | ----- |
| 1         | 3    | Tom Shields     | Estados Unidos | 49.91 | Q     |
| 2         | 7    | Marcos Macedo   | Brasil         | 50.03 | Q     |
| 3         | 4    | Kosuke Hagino   | Japão          | 50.07 | Q     |
| 4         | 5    | Ryan Lochte     | Estados Unidos | 50.09 | Q     |
| 5         | 8    | Yauhen Tsurkin  | Bielorrússia   | 50.14 | Q     |
| 6         | 2    | Steffen Deibler | Alemanha       | 50.41 |       |
| 7         | 1    | Nicholas Santos | Brasil         | 50.79 |       |
| 8         | 6    | David Morgan    | Austrália      | 50.96 |       |

### Final
A final teve sua disputa realizada em 4 de dezembro. 
| Colocação         | Raia | Nome                | Nacionalidade  | Tempo | Notas  |
| ----------------- | ---- | ------------------- | -------------- | ----- | ------ |
| Medalha de ouro   | 4    | Chad le Clos        | África do Sul  | 48.44 | WR, CR |
| Medalha de prata  | 3    | Tom Shields         | Estados Unidos | 48.99 |        |
| Medalha de bronze | 5    | Tommaso D'Orsogna   | Austrália      | 49.60 |        |
| 4                 | 8    | Yevgeny Korotyshkin | Rússia         | 49.88 |        |
| 5                 | 2    | Kosuke Hagino       | Japão          | 49.91 |        |
| 6                 | 1    | Yauhen Tsurkin      | Bielorrússia   | 49.99 |        |
| 7                 | 7    | Ryan Lochte         | Estados Unidos | 50.23 |        |
| 8                 | 6    | Marcos Macedo       | Brasil         | 50.47 |        |

Legenda
| Recorde mundial       | Recorde mundial (World record)               |                       | Recorde africano                      | Recorde africano (African) |                                           | Q | Classificado por posição (Qualified) |
| Recorde do campeonato | Recorde do campeonato (Championship record)  | Recorde da América    | Recorde da América (Americas)         | q                          | Classificado por melhor tempo (Qualified) |   |                                      |
| Melhor marca do ano   | Melhor marca do ano (World leading)          | Recorde asiático      | Recorde asiático (Asian)              | DNS                        | Não largou (Did not start)                |   |                                      |
| Recorde nacional      | Recorde nacional (National record)           | Recorde europeu       | Recorde europeu (European)            | DNF                        | Não terminou (Did not finish)             |   |                                      |
| Recorde pessoal       | Recorde pessoal do atleta (Personal best)    | Recorde da Oceania    | Recorde da Oceania (Oceania)          | DSQ / DQ                   | Desclassificado (Disqualified)            |   |                                      |
| Recorde da temporada  | Recorde da temporada do atleta (Season best) | Recorde sul-americano | Recorde sul-americano (South America) | NM                         | Sem marca (No mark)                       |   |                                      |